# Adolf Giesecken
Adolf Giesecken (* 21. Juni 1800 in Korbach; † 24. Februar 1891 in Arolsen) war ein deutscher Jurist und Landrat.

## Leben
Adolf Giesecken wurde als Sohn des Korbacher Oberrenteibeamten Carl Philipp Gottlieb Giesecken  (1761–1827) und dessen Ehefrau Johanna Henriette Christine Quensell geboren und absolvierte nach dem Abitur ein Studium der Rechtswissenschaften an der Georg-August-Universität Göttingen. Bevor er am 27. September 1850 zum ersten Landrat im waldeckschen Kreis des Eisenbergs ernannt wurde, war er als Advokat und Rentamtmann in Korbach tätig. Er blieb bis zu seiner Versetzung in den Ruhestand zum 1. April 1869 in diesem Amt.
Als Ruheständler war Giesecken bis 1888 als Vorsteher der milden Stiftungen in Arolsen tätig.

## Familie
Giesecken war mit Johanna Wilhelmine Waldeck, Tochter des Bürgermeisters Wilhelm Waldeck verheiratet. Aus der Ehe ist der Sohn Carl Giesecken (1828–1891, Landrat) hervorgegangen.